# اثر فریبگر

اثر فریبگر (به انگلیسی: Decoy effect) به پدیده‌ای گفته می‌شود که در نتیجهٔ گیج‌شدن ذهن انسان بر اثر افزوده‌شدن گزینهٔ جایگزین جدید (فریبگر) پدید می‌آید و موجب تغییر رجحان به سمت برخی موارد موجود می‌شود. این اثر از نظر تأثیراتی که بر مدل‌های انتخاب منطقی می‌گذارد دارای اهمیت است.
در بازاریابی، فریبگر به محصولاتی گفته می‌شود که در بین محصولات ارائه‌شده قرار می‌گیرند ولی مغلوب محصولات دیگر هستند و به اصطلاح محصولات دیگر بر آن‌ها چیرگی دارند. منظور از چیرگی این است که یک محصول در مقایسهٔ ویژگی‌هایش با فاصلهٔ آن تا قیمت بهینه، دارای شرایط بهتری باشد، برای نمونه اگر محصول آ نسبت به محصول ب، هم دارای قیمت پایین‌تری باشد و هم دارای کیفیت بالاتر، می‌گوییم از دید قیمت و کیفیت بر ب چیرگی دارد. فریبگر شدیداً بر فرایند تصمیم‌گیری مشتریان تأثیرگذار است.
اثر فریبگر در حالت‌های مختلفی ممکن است رخ دهد. برای نمونه اگر در بین محصولات آ و ب، محصول ج به گونه‌ای ارائه شود که دارای شباهت بیشتری به محصول ب باشد و در عین حال دارای چیرگی نیز باشد، توجه و تمرکز مشتری را روی ب و ج متمرکز می‌کند و احتمال انتخاب محصول ج را بالا می‌برد. به زبان ریاضی اگر احتمال انتخاب محصول آ از بین آ و ب، با احتمال انتخاب محصول ب برابر باشد ({\displaystyle P(A,\{A,B\})=P(B,\{A,B\})})، با افزودن محصول سوم احتمال انتخاب را به این صورت تغییر خواهد داد که {\displaystyle P(A,\{A,B,C\})<P(B,\{A,B,C\})}. همچنین با افزودن یک محصول آشکارا مغلوب که دارای شباهت با محصول چیره است، می‌توان احتمال خرید محصول جایگزین دیگر را افزایش دهد.
از اصلی‌ترین بهره‌برداری‌ها از اثر فریبگر می‌توان به موارد زیر اشاره کرد:
- افزایش احتمال انتخاب یک محصول هدف (که ممکن است برای مشتری بهینه‌ترین گزینه نباشد)
- بالا بردن اطمینان در تصمیم‌گیری مشتری (در جایی که مشتری بین چند انتخاب تقریباً همسنگ مردد است)
- افزایش تمایل‌به‌خرید مشتری (مطالعات نشان می‌دهد بالا بردن اطمینان در تصمیم‌گیری رابطهٔ مستقیمی با تمایل‌به‌خرید دارد)

به عنوان مثال در صورت‌غذای بسیاری از رستوران‌ها یک آیتم بسیار گران‌قیمت دیده می‌شود که نقش فریبگر را بازی می‌کند. هدف رستوران‌دار این نیست که مشتری این آیتم را خریداری کند، بلکه وجود این آیتم، دومین آیتم گران‌قیمت صورت‌غذا را در نظر مشتری جذاب‌تر جلوه می‌دهد.